# Nader El-Sayed
Nader El-Sayed Ibrahim (ar. نادر السيد, ur. 13 grudnia 1972 w Kafr as Selahat w Ad-Dakahlijji) – egipski piłkarz grający na pozycji bramkarza.

## Kariera klubowa
Piłkarską karierę El-Sayed rozpoczął w klubie Dekernes Club. Następnie przeszedł do kairskiego Zamaleku Sporting Club. W 1992 roku zadebiutował w jego barwach w pierwszej lidze egipskiej i z czasem stał się jego podstawowym zawodnikiem. W 1993 roku wywalczył swoje pierwsze mistrzostwo Egiptu i zwyciężył z Zamalekiem w Lidze Mistrzów (0:0, 0:0 k. 7:6 w finałowych meczach z Asante Kotoko). Rok później zdobył Superpuchar Afryki. W 1996 roku znów wygrał Ligę Mistrzów (1:2, 2:1 k. 5:4 z Shooting Stars FC). Z kolei w 1997 roku sięgnął po swój drugi Superpuchar Afryki oraz po Puchar Afro-Azjatycki.
Latem 1998 roku El-Sayed przeszedł do belgijskiego Club Brugge, w którym walczył o miejsce w składzie wraz z Dannym Verlindenem. W klubie z Brugii grał przez 3 lata i w tym okresie rozegrał 29 spotkań w pierwszej lidze belgijskiej.
W 2001 roku El-Sayed wrócił do Egiptu i został zawodnikiem Goldy Fayoom. W 2002 roku trafił do greckiego Akratitosu. W 2003 roku ponownie grał w ojczyźnie, tym razem w klubie El-Ittihad z Aleksandrii. Natomiast w sezonie 2004/2005 był piłkarzem El-Masry z Port Saidu. Rok później bronił barw Al-Ahly Kair. Dwukrotnie przyczynił się do triumfu Al-Ahly w rozgrywkach Ligi Mistrzów (w 2005 i 2006 roku). Wywalczył też mistrzostwo kraju i Puchar Egiptu. Z kolei w latach 2006-2008 występował w ENPPI Club, w barwach którego zakończył karierę piłkarską.
| Sezon   | Klub                    | Kraj   | Rozgrywki     | Mecze | Bramki |
| ------- | ----------------------- | ------ | ------------- | ----- | ------ |
| 1992/93 | Zamalek SC              | Egipt  | 1. liga       | 2     | 0      |
| 1993/94 | Zamalek SC              | Egipt  | 1. liga       | ?     | 0      |
| 1994/95 | Zamalek SC              | Egipt  | 1. liga       | ?     | 0      |
| 1995/96 | Zamalek SC              | Egipt  | 1. liga       | 22    | 0      |
| 1996/97 | Zamalek SC              | Egipt  | 1. liga       | ?     | 0      |
| 1997/98 | Zamalek SC              | Egipt  | 1. liga       | 29    | 0      |
| 1998/99 | Club Brugge             | Belgia | Eerste Klasse | 20    | 0      |
| 1999/00 | Club Brugge             | Belgia | Eerste Klasse | 2     | 0      |
| 2000/01 | Club Brugge             | Belgia | Eerste Klasse | 0     | 0      |
| 2001/02 | Goldy Fayoom            | Egipt  | 1. liga       | 20    | 0      |
| 2002/03 | APO Akratitos           | Grecja | Alpha Ethniki | 17    | 0      |
| 2003/04 | El-Ittihad El-Iskandary | Egipt  | 1. liga       | 16    | 0      |
| 2004/05 | El-Masry                | Egipt  | 1. liga       | 22    | 0      |
| 2005/06 | Al-Ahly Kair            | Egipt  | 1. liga       | ?     | ?      |
| 2006/07 | ENPPI Club              | Egipt  | 1. liga       | ?     | ?      |
| 2007/08 | ENPPI Club              | Egipt  | 1. liga       | ?     | ?      |

## Kariera reprezentacyjna
W reprezentacji Egiptu El-Sayed zadebiutował 8 września 1992 w zremisowanym 1:1 meczu Arabskim Pucharze Narodów z Jordanią. W 1996 roku został po raz pierwszy powołany na Puchar Narodów Afryki i zagrał na nim w 4 meczach: z Angolą (2:1), z Kamerunem (1:2), z Republiką Południowej Afryki (0:1) i ćwierćfinale z Zambią (1:3).
W 1998 roku El-Sayed wywalczył z Egiptem mistrzostwo Afryki podczas Pucharu Narodów Afryki 1998, na którym rozegrał 6 meczów: z Mozambikiem (2:0), z Zambią (4:0), z Marokiem (0:1), ćwierćfinale z Wybrzeżem Kości Słoniowej (0:0, k. 5:4), półfinale z Burkina Faso (2:0) i finale z RPA (2:0). Został uznany najlepszym bramkarzem turnieju.
W 2000 roku El-Sayed był podstawowym zawodnikiem Egiptu w Pucharze Narodów Afryki 2000 i wystąpił na nim w 4 meczach: z Zambią (2:0), z Senegalem (1:0), Burkina Faso (4:2) i w ćwierćfinale z Tunezją (0:1). Został po raz drugi uznany najlepszym bramkarzem Pucharu Narodów Afryki. Z kolei w 2004 roku został powołany do kadry na Puchar Narodów Afryki 2004. Tam rozegrał 2 spotkania: z Zimbabwe (2:1) i z Algierią (1:2). W latach 1992–2005 rozegrał w kadrze narodowej 110 meczów.
W swojej karierze El-Sayed wystąpił także w takich turniejach jak: młodzieżowe Mistrzostwa Świata w 1991 roku, Igrzyska Olimpijskie w Barcelonie i Puchar Konfederacji 1999.